# 伊丹市立東中学校
伊丹市立東中学校（いたみしりつ ひがしちゅうがっこう）は、兵庫県伊丹市高台2丁目に所在する公立中学校。

## 通学区域
- 鋳物師、大鹿、春日丘、北伊丹、北河原3丁目3番、4番、6丁目、北園、北本町3丁目200番地～241番地、桜ケ丘6丁目～8丁目、下河原、高台、東野、広畑、瑞ケ丘、瑞原、瑞穂町、緑ケ丘[1]

## 通学区域が隣接している学校
- 伊丹市立北中学校
- 伊丹市立西中学校
- 伊丹市立天王寺川中学校
- 伊丹市立荒牧中学校
- 川西市立川西南中学校
- 大阪府池田市立北豊島中学校